# Vertigine (film 1944)
Vertigine (Laura) è un film del 1944 diretto e prodotto da Otto Preminger. È ispirato al romanzo Laura scritto da Vera Caspary nel 1942.

## Trama

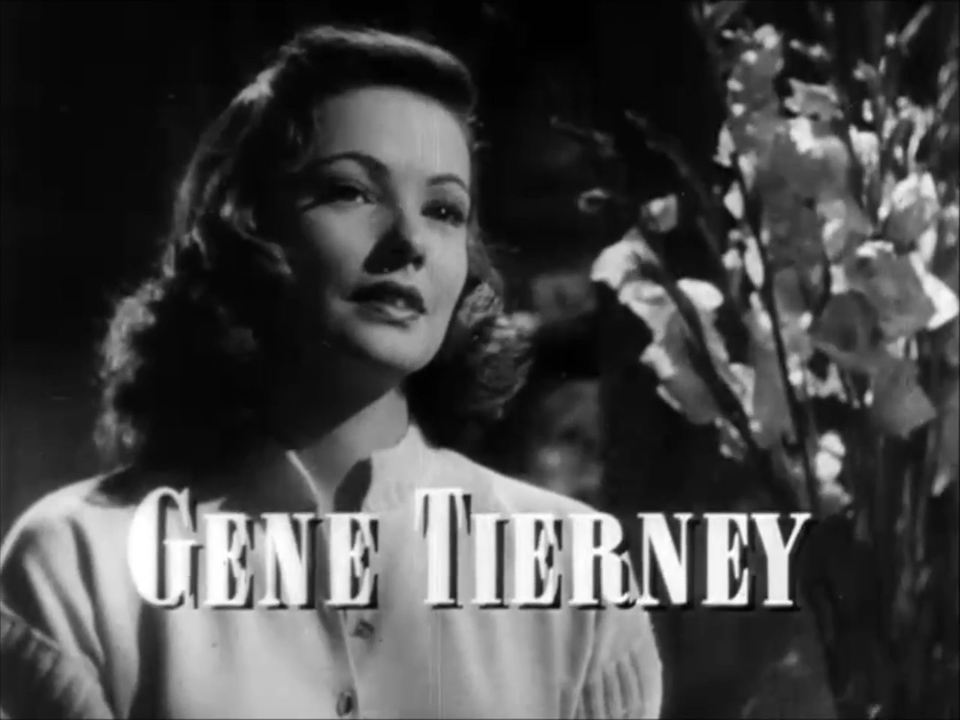
Laura Hunt (Gene Tierney)

L'ispettore di polizia Mark McPherson deve investigare sull'omicidio di Laura Hunt, bella direttrice pubblicitaria trovata nel proprio appartamento con il volto sfigurato da una fucilata. La donna era entrata nel mondo della pubblicità grazie all'appoggio e alla considerevole influenza del noto giornalista Waldo Lydecker. Tra i sospettati anche il fidanzato di Laura, Shelby Carpenter, la ricca zia Ann e la fidata cameriera.
Attraverso la testimonianza dei suoi amici e leggendo le sue lettere e il suo diario, McPherson inizia a conoscere Laura e lentamente se ne innamora, affascinato da un suo ritratto. Ne diventa ossessionato, e con il pretesto di cercare di risolvere l'omicidio, si trattiene sempre di più nel suo appartamento al punto di essere accusato da Lydecker di essersi innamorato della donna morta. Una notte, McPherson si addormenta sotto il ritratto e viene svegliato all'improvviso dal rumore di qualcuno che entra nell'appartamento: è Laura di ritorno da un ritiro in una casa in campagna.
Si scoprirà così che la vera identità della vittima è quella di Diane Redfern, una modella della stessa agenzia di Laura, coinvolta in una relazione con Shelby ed erroneamente scambiata per Laura nell'oscurità della stanza dall'assassino; rivelandosi quest'ultimo essere Waldo, geloso a tal punto da essere disposto ad uccidere la donna di cui è innamorato piuttosto che perderla.
Nel finale il giornalista cercherà di uccidere una seconda volta Laura oramai legata sentimentalmente all'ispettore, ma proprio l'intervento di quest'ultimo la salverà e Waldo morirà ripetendo frasi sconnesse.

## Produzione

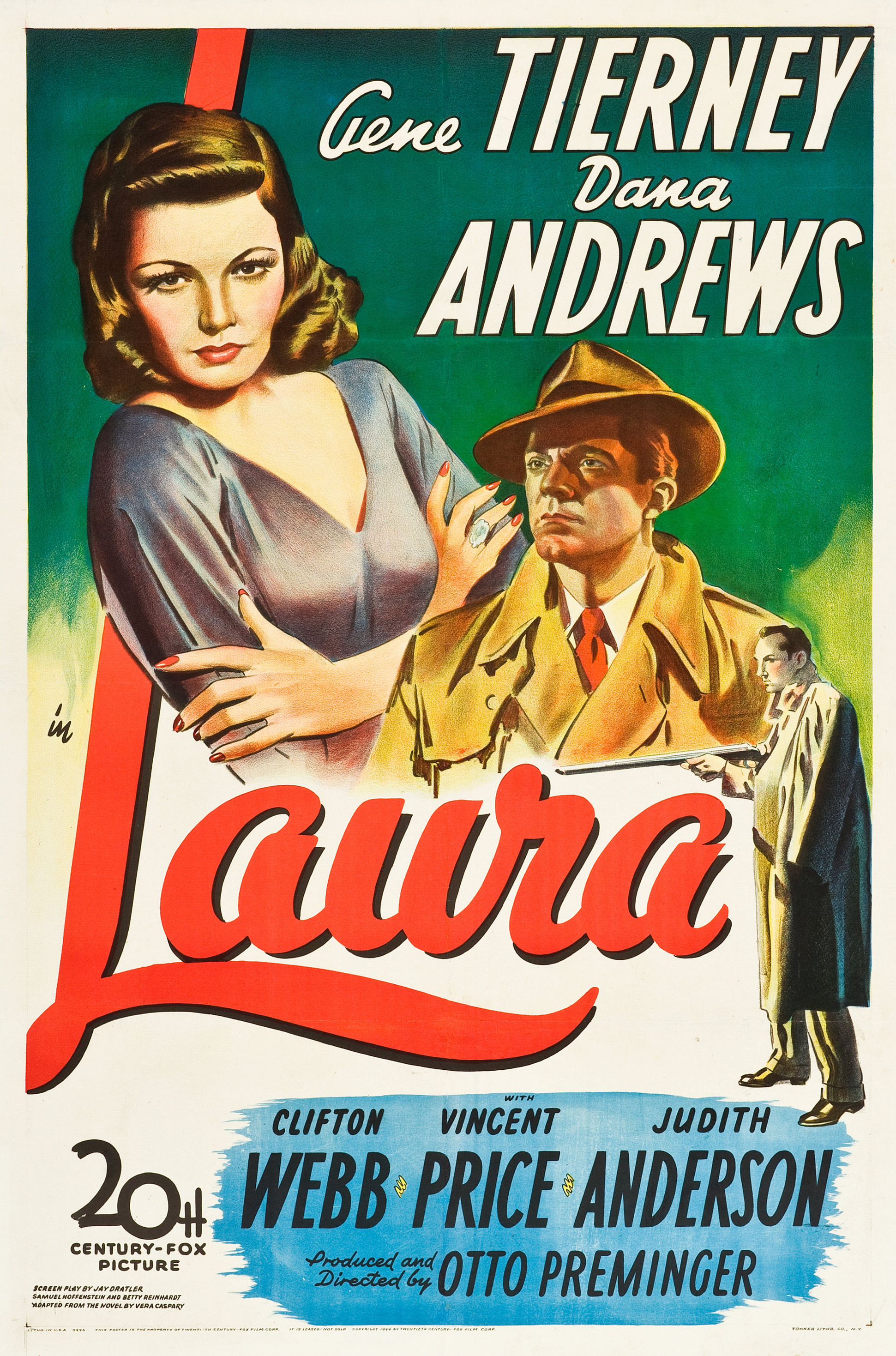
Locandina d'epoca

Il film è tratto dall'omonimo romanzo popolare del 1943, scritto da Vera Caspary, autrice anche di altre sceneggiature quali Lettera a tre mogli (A Letter to Three Wives) e Les Girls.
Il romanzo fu adattato per il grande schermo solo dopo molti pellegrinaggi da una scrivania all'altra, finché non giunse all'attenzione di Otto Preminger, allora produttore presso la Fox. Questi, apprezzato l'intreccio del romanzo, riuscì a far licenziare dopo meno di un mese di lavoro Rouben Mamoulian, incaricato in un primo momento di realizzare il film (lavorò dal 24 aprile al 15 maggio 1944), e a prendere le redini della regia pur contro il volere del potente Darryl F. Zanuck.
Preminger impose anche le sue scelte di casting. Ad esempio fu sua l'idea di affidare la parte di Lydecker a Clifton Webb, un ex ballerino fino ad allora noto soltanto come interprete di testi teatrali e di operette, e la parte del viscido Shelby a Vincent Price, che più tardi diventerà famoso come protagonista di molti classici dell'horror.
Cruciale fu anche la sostituzione del direttore della fotografia: al già noto Lucien Ballard, il regista austriaco preferì il semisconosciuto Joseph LaShelle che, con il suo lussuoso bianco e nero, ottenne l'unica statuetta vinta dal film sulle cinque candidature all'Oscar.
Il ritratto di Laura appeso sul camino, che nel film ha una funzione chiave, era stato realizzato a olio dalla pittrice Azadia, moglie del regista Mamoulian. Quando Preminger assunse la direzione del film, al ritratto a olio venne sostituita una gigantografia ritoccata da un esperto di effetti speciali degli studios. Ci sono indicazioni nel film che affermano che la storia è tra il sogno e il mito, che spiega l'impatto e il modo in cui si muove dietro lo standard del misterioso omicidio.
In particolare, il tema del ritratto aumenta le questioni circa il ruolo del film. Vari generi sono rievocati in Laura. «Is she only a dream?»: in una meravigliosa scena così si interroga Dana Andrews nella centrale di polizia, con un duro primo piano che illumina il suo volto.
Classico del noir, Vertigine si distingue per un'atmosfera sottilmente morbosa e vagamente onirica, con uno dei triangoli più insoliti nella storia del genere. La donna che visse due volte (Vertigo) di Hitchcock è forse il film che gli si avvicina di più, con una morte e resurrezione simile nella trama e un detective ossessionato dall'amore di una donna che è creata dalla sua immaginazione.
Le copie circolanti sono state accorciate di qualche minuto per problemi di diritti musicali. La versione originale durava 88 minuti.
Il personaggio di Waldo Lydecker è basato sulla figura del giornalista, opinionista radiofonico e critico teatrale per il New Yorker, Alexander Woollcott, che, come Waldo, era affascinato dagli omicidi. Woollcott cenava spesso all'Hotel Algonquin, dove Laura incontra per la prima volta Waldo.
L'idea originale per il tema musicale del film era per Otto Preminger quella di usare la canzone di Duke Ellington Sophisticated Lady. David Raksin compose più tardi il celebre tema di Laura nel corso di un weekend, dopo essersi ispirato alle lettere di sua moglie, che lo aveva di recente lasciato. Divenuto una vera e propria canzone dopo il testo scritto da Johnny Mercer, il motivo conoscerà una fama mondiale e verrà interpretato da centinaia di artisti. Il film ha anche dato il nome a Laura Palmer dalla cui morte prende il via la serie TV I segreti di Twin Peaks.

## Riconoscimenti
Premi Oscar 1945: Miglior fotografia in bianco e nero
Nomination:
- Regista Otto Preminger
- Attore non protagonista Clifton Webb
- Sceneggiatura non originale
- Scenografia in bianco e nero - Arredamento

Nel 1999 il film è stato scelto per la conservazione nel National Film Registry della Biblioteca del Congresso degli Stati Uniti.